# Sargus pleuriticus
Sargus pleuriticus är en tvåvingeart som beskrevs av Friedrich Hermann Loew 1866. Sargus pleuriticus ingår i släktet Sargus och familjen vapenflugor. Inga underarter finns listade i Catalogue of Life.